# Världsmästerskapen i hastighetsåkning på skridskor 1891
De tredje världsmästerskapen i hastighetsåkning på skridskor för herrar anordnades på Museumplein i  Amsterdam 6 - 7 januari 1891. 
15 deltagare kom från tre länder - de flesta från Nederländerna.

## Resultat
- - ½ mil
- 1 Joe Donoghue  Förenta staterna – 1.25,6
- 2 Klaas Pander  Nederländerna – 1.30,2
- 3 Jaap Eden  Nederländerna – 1.31,2
  - 1 mil
- 1 Joe Donoghue Förenta staterna – 3.00,4
- 2 Klaas Pander  Nederländerna – 3.11,2
- 3 August Underborg  Tyska riket – 3.14,2
  - 2 mil
- 1 Joe Donoghue  Förenta staterna – 6.10,8
- 2 Klaas Pander  Nederländerna – 6.38,6
- 3 Maurits Cartier van Dissel  Nederländerna – 6.52,2
  - 5 mil
- 1 Joe Donoghue  Förenta staterna – 16.02,2
- 2 Klaas Pander  Nederländerna – 17.04,0
- 3 August Underborg  Tyska riket - 17.04,4
  - Sammanlagt
- 1 Joe Donoghue  Förenta staterna, världsmästare.
- 2 Klaas Pander  Nederländerna
- 3 August Underborg  Tyska riket

- - För att få titeln världsmästare krävdes enligt då gällande regler att man vunnit minst tre distanser.

### Fotnoter
1. ↑  ”World Championship Allround” (på engelska). Speedskatingstats. http://www.speedskatingstats.com/index.php?file=championships&g=m&type=wchall&year=1891. Läst 28 juli 2017.